# Jugoslovenske Železnice
Le Jugoslovenske Železnice (JŽ - JЖ; in croato Jugoslavenske željeznice; in serbo Југословенске железнице?, Jugoslovenske železnice; in macedone Југословенски железници?, Jugoslovenski železnici; in sloveno Jugoslovanske železnice; lett. "Ferrovie Jugoslave") era la società ferroviaria statale della Jugoslavia.

## Storia
La società fu fondata intorno al 1920 come società ferroviaria nazionale del Regno dei Serbi, dei Croati e degli Sloveni. Nel 1929 assunse il nome di Jugoslovenske državne železnice (JDŽ), mantenuto fino al 1954.
In seguito alla dissoluzione jugoslava, la rete JŽ si ridusse al territorio degli attuali Serbia (compreso il Kosovo) e Montenegro; nel 2003, contemporaneamente alla creazione dell'effimera confederazione di Serbia e Montenegro, la JŽ venne scissa fra le Železnice Srbije e le Željeznica Crne Gore.